# Sankt Lambrecht
Sankt Lambrecht é um município da Áustria, situado no distrito de Murau, no estado da Estíria. Tem 70,19 km² de área e sua população em 2019 foi estimada em 1.807 habitantes.